# Pilot Pen Tennis 2010
Pilot Pen Tennis 2010 var en tennisturnering, som blev spillet i New Haven, Connecticut, USA. 
Turneringen var den 42ende udgave af Pilot Pen Tennis, som var en del af ATP World Tour 250 Series, ATP World Tour 2010, Premier Series og WTA Tour 2010, som blev afviklet på Cullman-Heyman Tennis Center i New Haven, fra den 23. august til den 28. august, 2010. 
Denne turnering er den sidste inden US Open 2010.

## Finalerne

### Herresingle
Uddybende artikel: Pilot Pen Tennis 2010 Herresingle
 Sergiy Stakhovsky –  Denis Istomin, 3–6, 6–3, 6–4.
- Det var Stakhovsky's anden titel i 2010 og hans 4 i karrieren.

### Damesingles
Uddybende artikel: Pilot Pen Tennis 2010 Damesingle
 Caroline Wozniacki –  Nadia Petrova 6–3, 3–6, 6–3.
- Det var Wozniacki's fjerde titel i 2010, og nummer ti i hendes karrierer. Det var hendes tredje sejre i træk i turneringen, som hun også vandt i 2008 og 2009.

### Herredouble
Uddybende artikel: Pilot Pen Tennis 2010 Herredouble
- Robert Lindstedt /  Horia Tecău –  Rohan Bopanna /  Aisam-ul-Haq Qureshi, 6–4, 7–5.

### Damedouble
Uddybende artikel: Pilot Pen Tennis 2010 Damesdouble
- Květa Peschke /  Katarina Srebotnik –  Bethanie Mattek-Sands /  Meghann Shaughnessy, 7–5, 6–0.

2010 Pilot Pen Tennis